# Crazy Love (série de televisão de 2022)
Crazy Love (hangul: 크레이지 러브; rr: Keuleiji Leobeu) é uma série de televisão sul-coreana estrelada por Kim Jae-wook, Krystal Jung e Ha Jun. Foi ao ar na KBS2 de 7 de março a 26 de abril de 2022, todas as segundas e terças às 21:30 (KST). Inicialmente, programado para ser lançado como um dos originais de iQiYi, a série foi transmitida no Disney+ em regiões selecionadas.

## Sinopse
Crazy Love conta a história de amor de Noh Go-jin (Kim Jae-wook), o CEO da GOTOP, que é o principal instituto de matemática da Coreia do Sul, fingindo ter amnésia após receber ameaças de morte, e Lee Shin-ah (Krystal Jung), a secretária introvertida e quieta de Go-jin, que não tem muito tempo. Shin-ah mais tarde finge ser a noiva de Go-jin sabendo que ele tem amnésia.

## Elenco

### Principal
- Kim Jae-wook como Noh Go-jin,[3] o melhor instrutor de matemática da Coréia e CEO da educação da GOTOP.
- Krystal Jung como Lee Shin-ah,[3] a secretária de Go-jin.
- Ha Jun como Oh Se-gi[7] o belo vice-presidente da educação da GOTOP que é a única pessoa que pode confortar Go-jin.

### Recorrente

#### Pessoas relacionadas a GOTOP
- Kim Ki-nam como Gong Hee-cheol[8]
- Bae Joo-hee como Chief Ma[9]
- Lee Ji-min como Michelle Lee,[10] uma professora de inglês única que foi observada por Noh Go-jin por uma penalidade.
- Lee Si-eon como Kang Min,[8] um ex-professor de inglês que foi expulso por Noh Go-jin.
- Jo In como Kim Hye-sun,[11] a ex-secretária de Noh Go-jin e a atual vendedora do livro de estudo.
- Moon Do-yoon como Lee So-ra,[12] a ex-secretária de Noh Go-jin que renunciou após 3 meses devido ao temperamento estrito de Go-jin além da meticulosidade.
- Lee Mi-young como funcionária de limpeza[8]
- Lee Yoon-hee como segurança[8]
- Jung Sung-ho como Kim Cha-bae[13]

#### Pessoas ao redor de Lee Shin-ah
- Park Han-sol como Chu Ok-hee,[14] amiga próxima de Lee Shin-ah que mora com ela. Ok-hee tem uma carreira como atriz de teatro. Ela é uma verdadeira amiga em quem Shin-ah pode confiar. Durante o dia, ela trabalha meio período como secretária em um escritório de advocacia e vai a audições o tempo todo.
- Yoon San-ha como Lee Su-ho,[15] irmão de Lee Shin-ah
- Kim Hak-sun como Lee Yong-gu,[8] pai de Lee Shin-ah

#### Outros
- Seo Ji-Hoo como secretário jo
- Im Won-hee como Park Tae-yang,[8] representante da Mirae Edu.
- Yoo In-young como Baek Soo-young,[16] o primeiro amor de Noh Go-jin.
- Ko Kyu-pil como Joo Jun-pal,[17] um solucionador do Heungshinso, que é chamado de detetive Zhull
- Lee Ha-jin[8]
- Seo Ji-hoo como a leal secretária de Baek Soo-young[18]

### Aparições especiais
- Tae In-ho como um repórter[19]
- Yoon Sa-bong como Hong Yeo-sa,[20] a esposa de Park Tae Yang
- Jung Shin-hye como Oh Se-hee, irmã de Oh Se-gi[21]

## Trilha sonora original

### Parte 1
| Lançada em 7 de março de 2022 |                     |                |                                |                                          |         |  |
| N.º                           | Título              | Letras         | Música                         | Artista                                  | Duração |  |
| 1.                            | "I'm Crazy"         | Kim Ho-kyung   | Jeong Seung-hyun Park Tae-hyun | Lee Dae-hwi ( AB6IX ) Jeon Woong (AB6IX) | 3:29    |  |
| 2.                            | "I'm Crazy" (Inst.) |                | Jeong Seung-hyun Park Tae-hyun |                                          | 3:29    |  |
| Duração total:                | Duração total:      | Duração total: | Duração total:                 | Duração total:                           | 6:58    |  |

### Parte 2
| Lançada em 15 de março de 2022 |                      |                |                  |                |         |  |
| N.º                            | Título               | Letras         | Música           | Artista        | Duração |  |
| 1.                             | "Stay Alive"         | Rang           | Lee Hae Sol Rang | Fromis 9       | 3:35    |  |
| 2.                             | "Stay Alive" (Inst.) |                | Lee Hae Sol Rang |                | 3:35    |  |
| Duração total:                 | Duração total:       | Duração total: | Duração total:   | Duração total: | 7:10    |  |

### Parte 3
| Lançada em 21 de março de 2022 |                        |                    |                    |                |         |  |
| N.º                            | Título                 | Letras             | Música             | Artista        | Duração |  |
| 1.                             | "Bite!" (물어!)        | Jeon-ni Nmore Jozu | Jeon-ni Nmore Jozu | Baekho         | 3:18    |  |
| 2.                             | "Bite!" (물어!; Inst.) |                    | Jeon-ni Nmore Jozu |                | 3:18    |  |
| Duração total:                 | Duração total:         | Duração total:     | Duração total:     | Duração total: | 6:36    |  |

### Parte 4
| Lançada em 29 de março de 2022 |                         |                |                |                |         |  |
| N.º                            | Título                  | Letras         | Música         | Artista        | Duração |  |
| 1.                             | "Dive Into You"         | Midnight       | Midnight TM    | Jay B          | 3:26    |  |
| 2.                             | "Dive Into You" (Inst.) |                | Midnight TM    |                | 3:26    |  |
| Duração total:                 | Duração total:          | Duração total: | Duração total: | Duração total: | 6:52    |  |

### Parte 5
| Lançada em 4 de abril de 2022 |                 |                                     |                                     |                |         |  |
| N.º                           | Título          | Letras                              | Música                              | Artista        | Duração |  |
| 1.                            | "Maybe"         | Kim Beom-ju Kim Si-hyuk Nam Ki-moon | Kim Beom-ju Kim Si-hyuk Nam Ki-moon | Davii          | 3:07    |  |
| 2.                            | "Maybe" (Inst.) |                                     | Kim Beom-ju Kim Si-hyuk Nam Ki-moon |                | 3:07    |  |
| Duração total:                | Duração total:  | Duração total:                      | Duração total:                      | Duração total: | 6:14    |  |

### Parte 6
| Lançada em 12 de abril de 2022 |                     |                |                                           |                |         |  |
| N.º                            | Título              | Letras         | Música                                    | Artista        | Duração |  |
| 1.                             | "Wide Open"         | Juniel         | Seo Eui-seong Mats Tärnfors Linnea Gawell | Juniel         | 3:02    |  |
| 2.                             | "Wide Open" (Inst.) |                | Seo Eui-seong Mats Tärnfors Linnea Gawell |                | 3:02    |  |
| Duração total:                 | Duração total:      | Duração total: | Duração total:                            | Duração total: | 6:04    |  |